# Tomasz Butowtt
Tomasz Butowtt (ur. 3 marca 1945 w Białutach) – polski perkusista rockowy i popowy. Jeden z prekursorów warszawskiego big beatu. Obecnie zajmuje się oprawą muzyczną pokazów mody.

## Kariera muzyczna
Na przełomie lat 1962 i 1963 wraz z gitarzystą Janem Goethlem założył przy stołecznym klubie harcerskim „Sezam”, zespół bigbitowy Chochoły, który został rozwiązany z końcem lata 1966 roku, po czym perkusista, tak jak większość muzyków grupy – rozpoczął w październiku tegoż roku współpracę z Czesławem Niemenem, towarzysząc piosenkarzowi pod szyldem Akwarele. Wspólnie nagrali płytę czwórkę (N-0497) oraz trzy longplaye: Dziwny jest ten świat (XL 0411), Sukces (XL 0390) i Czy mnie jeszcze pamiętasz? (XL 0516), wydane przez wytwórnię Polskie Nagrania „Muza” (wiele utworów ukazało się także na rozmaitych kompilacjach). Z Czesławem Niemenem i Akwarelami wystąpił także w kontrowersyjnym filmie Marka Piwowskiego pt. Sukces. W latach 1964–1965 nagrywał również jako członek studyjnego zespołu Ricercar 64 pod kier. Andrzeja Korzyńskiego. Na początku lat 70. wraz z gitarzystą Markiem Blizińskim i basistą Tadeuszem Gogoszem współtworzył zespół The Strangers, który wstępował w Szwecji. Następnie rozpoczął współpracę z Grupą Organową Krzysztofa Sadowskiego z którą w 1972 roku nagrał album pt. Na kosmodromie (Pronit SXL 0748), zaś w 1979 roku solowy krążek Sadowskiego pt. Swing party (Muza SX 1796). W roku 1972 i 1975 nagrywał z Markiem Alaszewskim i z gitarzystą Tomaszem Jaśkiewiczem (dawniej Chochoły i Akwarele) pod szyldem zespołu Klan. Utwory, które ocalały w archiwum radiowym, ukazały się w listopadzie 2017 roku nakładem wydawnictwa Gad Records na płycie pt. Chmura nad miastem (GAD CD 066). W latach 70. perkusista sporo występował za granicą: W Finlandii, grając w zespole Bogusława Wyrobka i Hanny Rek oraz w Skandynawii, wchodząc w skład zespołów Ewa Bem Band i Tom Tom Band, gdzie ponownie grał z Jaśkiewiczem. Obecnie jest specjalistą od oprawy muzycznej pokazów mody.

## Życie prywatne
Jest mężem modelki Katarzyny Butowtt.